# Лі Хьо Чон
Лі Хьо Чон  (кор. 이효정, 13 січня 1981) — південнокорейська бадмінтоністка, олімпійська чемпіонка.

## Виступи на Олімпіадах
| Олімпіада   | Дисципліна    | Місце |
| ----------- | ------------- | ----- |
| Сідней 2000 | мікст         | 17T   |
| Сідней 2000 | парний розряд | 9T    |
| Афіни 2004  | мікст         | 9T    |
| Афіни 2004  | парний розряд | 5T    |
| Пекін 2008  | мікст         | 1     |
| Пекін 2008  | парний розряд | 2     |